# Beuvardes
Beuvardes ist eine französische Gemeinde mit 741 Einwohnern (Stand: 1. Januar 2022) im Département Aisne in der Region Hauts-de-France (vor 2016: Picardie); sie gehört zum Arrondissement Château-Thierry und zum Kanton Fère-en-Tardenois. Die Einwohner werden Beuvardais genannt.

## Geografie
Die Gemeinde Beuvardes liegt in der Landschaft Tardenois, 45 Kilometer westsüdwestlich von Reims. Umgeben wird Beuvardes von den Nachbargemeinden Villeneuve-sur-Fère im Norden, Fère-en-Tardenois im Nordosten und Osten, Le Charmel im Osten und Südosten, Chartèves im Süden, Épieds im Südwesten und Westen sowie Coincy im Westen und Nordwesten. Durch den Süden der Gemeinde führt die Autoroute A4. Im Süden nahe dem Ortsteil Fary liegt auch die Autorennstrecke Circuit des Écuyers.

## Bevölkerungsentwicklung
| Jahr                       | 1962 | 1968 | 1975 | 1982 | 1990 | 1999 | 2006 | 2013 | 2021 |
| Einwohner                  | 477  | 458  | 479  | 544  | 642  | 640  | 701  | 719  | 746  |
| Quellen: Cassini und INSEE |      |      |      |      |      |      |      |      |      |

## Sehenswürdigkeiten

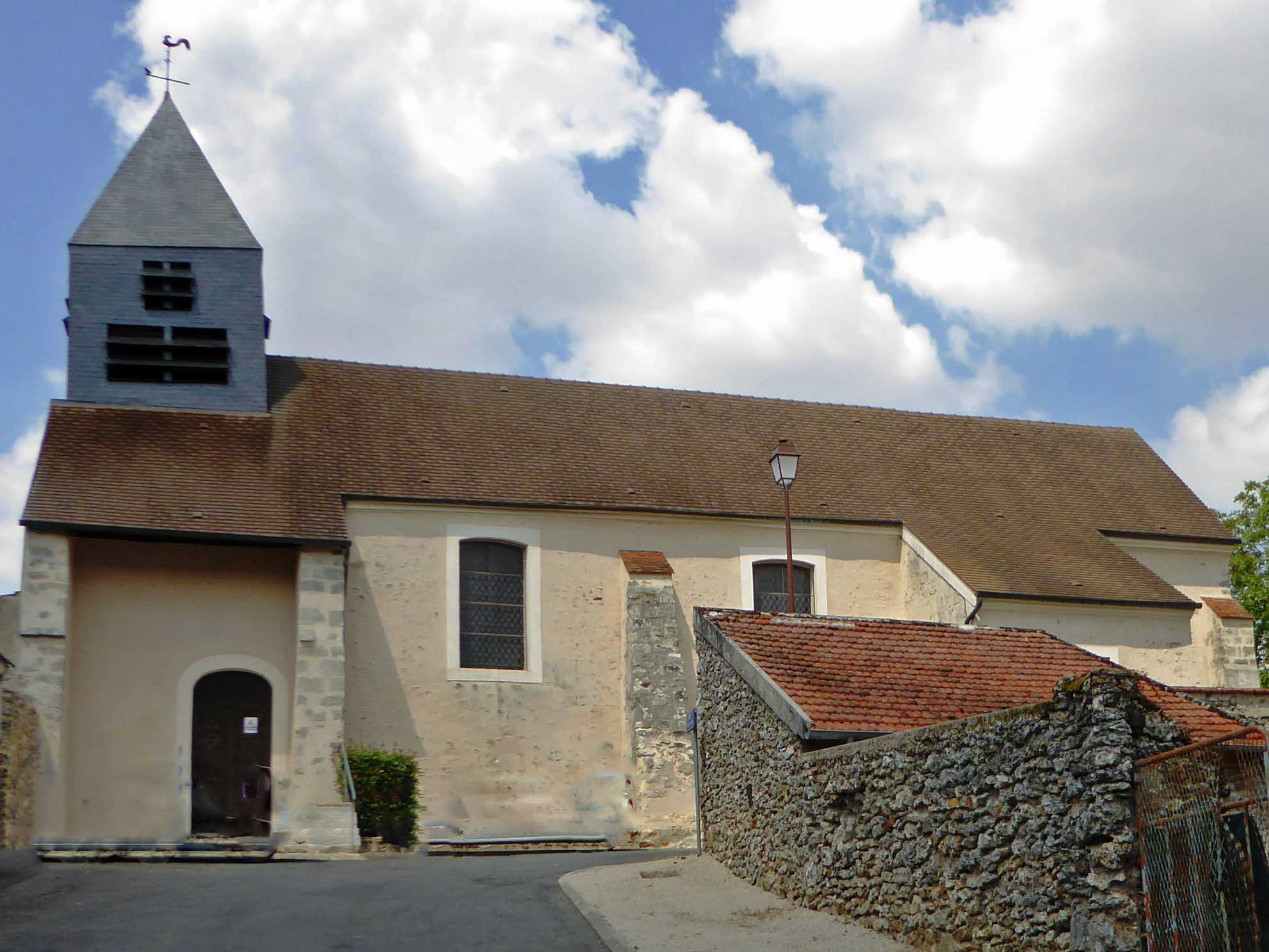
Kirche Saint-Martin

- Kirche Saint-Martin